# Kopidodon
Kopidodon macrognathus
Genre
Genre
Kopidodon est un genre fossile de mammifères de la famille des Paroxyclaenidae. Ce genre n'est représenté que par une seule espèce, Kopidodon macrognathus.

## Description

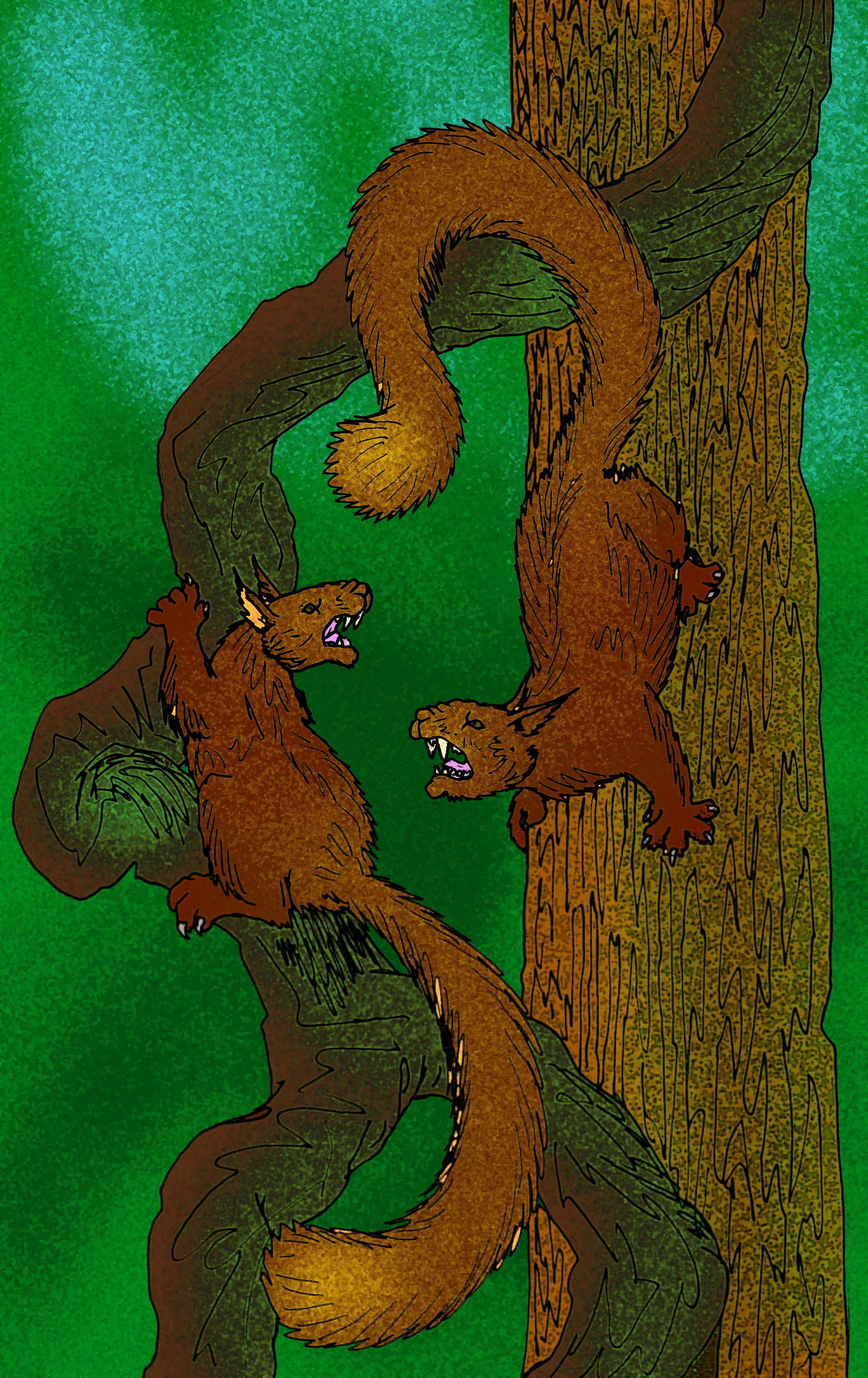
Vue d'artiste de deux Kopidodon.

Kopidodon macrognathus ressemblait à un écureuil et mesurait 115 cm de longueur dont la majeure partie pour la queue. Il s'agissait de l'un des plus grands mammifères arboricoles connus en Europe durant l'Éocène. Ce mammifère arborait de grandes canines, probablement pour se défendre puisque ses molaires étaient adaptées pour s'alimenter de plantes et non pas de chair. Toutefois Karl Weitzel, dans sa publication de 1933, le considère alors comme « un prédateur de l'Éocène moyen ». Les pattes et les griffes de Kopidodon lui permettaient de se faufiler avec facilité à travers les arbres, comme le font les écureuils actuels. Des fossiles de Kopidodon avec une fourrure préservée ont été retrouvés dans la fosse de Messel. Sa queue, épaisse et touffue, l'aidait à maintenir son équilibre.

## Classification
Le nom valide complet (avec auteur) de ce taxon est Kopidodon Weitzel (d), 1933. À noter que GBIF et d'autres sources donnent 1934, ce qui semble apparemment incorrect au regard de la date de la publication originale.
Pour Paleobiology Database (17 mai 2024) et GBIF, ce genre n'est plus représenté.

### Étymologie
L'épithète spécifique, macrognathus, dérive du grec ancien μακρός, makrós, « grand, long », et γνάθος, gnáthos, « mâchoire ».

### Publication originale
- (de) Karl Weitzel, « Kopidodon macrognathus Wittich, ein Raubtier aus dem Mitteleozän von Messel », Notizblatt des Vereins für Erdkunde und der hessischen Geologischen Landesanstalt zu Darmstadt, Allemagne, vol. 5,‎ 1933, p. 81-88.